# 現在
現在，簡稱今，通常是與過去、未来相對而言的概念，處於此二者之間。廣義地，「現在」也可以包括不久前的過去及不久後的將來。
“現在”有時被表示為時空中的超平面，儘管現代物理學證明不能為相對運動中的觀察者唯一地定義這種超平面。現在也可以被視為一段時間，英文称为“specious present”（中文尚无通用译名，有译作“虚假的现在”“感觉中的现在”的）。

## 史學
當代歷史描述了與當前時代直接相關的歷史時間框架，是現代歷史的某種視角。

## 哲學與宗教

### 哲學
「現在」提出了一個問題：「所有眾生同時經歷的現在是怎樣的？」

### 佛教
在佛教中，「現在」即現世，是三世（前世、現世、来世）之一。
佛教及其相關的許多範式強調活在當下的重要性——充分意識到正在發生的事情，而不沉溺於過去或擔心未來。這並不意味著佛教鼓勵享樂主義，而只是不斷關註一個人在時空中的當前位置（而不是未來的憂慮，或過去的留戀）有助於減輕痛苦。他們教導那些生活在當下的人是最幸福的。許多佛教的冥想術旨在幫助實踐者生活在當下。

### 基督教與永恆
基督教認為上帝是在時間之外，從祂的角度來看，過去、現在和未來都是永恆的現在。這個跨越時間的上帝的概念，至少從波伊修斯開始就作為上帝預知能力的解釋（即上帝如何在我們決定做什麼之前就知道我們將來會做什麼）被提出了。托馬斯·阿奎那給出了一個守望者的比喻，代表上帝，祂站在一個高地上俯視一條道路，這條路的前後，上帝都可同時看見。因此，上帝的知識與任何特定時日無關。

## 物理科學

### 狹義相對論

光錐中，水平方向表示空間，豎直方向表示時間；「現在」以深色平面表示，中點代表觀測者。

光锥中，水平方向表示空间，竖直方向表示时间；“现在”以深色平面表示，中点代表观测者。

根據阿尔伯特·爱因斯坦的狹義相對論，「絕對的同時性」並不存在。當試圖定義「現在」時，就會出現可以被視為與給定事件「同時」的其他事件，並不處於直接的因果關係中。不同觀察者對「同時」事件的集合有不同的看法。相反，當關注作為直接感知的事件的「現在」，而不是回憶或猜測時，對於給定的觀察者，「現在」的形式是觀察者的過去光錐。對任一給定事件，其光錐被客觀地定義為與該事件有因果關係的事件的集合，但是，每個事件的光錐都不同。因此得出的結論是，在物理學的相對論模型中，「現在」不能作為現實的絕對要素。愛因斯坦對此聲稱：「像我們這樣相信物理學的人知道，過去、現在和未來之間的區別只是一種固執的幻覺。」

### 宇宙學
物理宇宙学中，宇宙年表中的當前時間約為決定時間箭頭的奇點之後的138億年。

### 时间
现在（世界協調時間）是公元2025年3月20日星期四23:29。(更新)
中國大陆、香港特区、澳門特区、台灣等國家和地區屬於UTC+8時區，比世界協調時間快8小時，現在是公元2025年3月21日07:29（星期五）。(更新)